# Virgrad
Virgrad (od 12. st. do 16. st.) je srednjovjekovno arheološko nalazište u blizini Bošnjaka, a karakterizira ga smještaj uz vodu (obala potoka/bare Vjerovi) i obrana pomoću obrambenog sustava koji se sastoji od zemljanih nasipa i opkopa punjenih vodom. 
Danas je lokalitet zaštićeno nepokretno kulturno dobro te popularno turističko izletište.

## Povijest Virgrada
Utvrda Virgrad u pisanim povijesnim izvorima navodi se 1428. kao posjed velikaša Ivana Alšana. Nakon što je obitelj Alšan izumrla, njihove posjede Alšan i Virgrad dodijelio je Žigmund Luksemburški, hrvatsko-ugarski kralj, zbog zasluga braći Talovcima. Virgrad se prema popisu iz 1437. naziva „Castrum seu castellum Weruar“. To znači da je riječ o značajnijoj obrambenoj utvrdi i središtu iz kojeg se upravljalo zemljoposjedom kojem je pripadalo 37 okolnih sela. Posljednji pisani izvor je iz 1476. kada ga vlasnici Talovci predaju kaločkom nadbiskupu Gatri. Kaštel Virgrad je najvjerojatnije uništen između 1477., kada vojska Osmanskoga carstva započinje značajnija pustošenja Slavonije i Srijema te 1536. kada su osvojili preostale dijelove nekadašnje Vukovske i Požeške županije.

## Arheološka istraživanja
Arheološka iskopavanja nalazišta Virgrad izvršena su 1970. pod vodstvom Kornelije Minichreiter kada su pronađeni tragovi dvostruko složenih drvenih palisada koji su slijedili izohipsu platoa. Od arheoloških nalaza izdvaja se srednjovjekovna gruba i finija keramika različite profilacije i ukrasa, zatim pećnjaci te različiti metalni predmeti (vrhovi koplja, čavli, okovi sanduka i sl.). Valja izdvojiti nepokretni nalaz ognjišta koji upućuje na naseobinski karakter nalazišta, a vrlo je rijedak na području kontinentalne Hrvatske. Tijekom iskapanja su pronađeni novčići iz različitih vremenskih perioda, a nekoliko njih i iz rimskog doba.
Arheološko nalazište Virgrad primjer je srednjovjekovne nizinske utvrde tipa „wasserburg“ (engl. Moated castle) koje karakterizira smještaj uz vodu i obrana pomoću obrambenog sustava koji se sastoji od zemljanih nasipa i opkopa punjenih vodom. Središnji dio utvrde Virgrad bio je okružen drvenom palisadom – čvrstom ogradom od povezanih trupaca okomito zabodenih u zemlju, dodatno branjen trostrukim prstenom opkopa i nasipa. U vrijeme visokog vodostaja opkopi se još uvijek pune vodom. U cijelosti očuvani središnji plato i unutrašnja dva obrambena opkopa s nasipom među njima dok je treći vanjski opkop na južnoj strani nalazišta uništen. 
Iako arheološko nalazište Virgrad kronološki pripada razvijenom srednjem vijeku, po svom obliku bliže je ranosrednjovjekovnim slavenskim utvrdama od drveta i zemlje čija se upotreba ponovno širi nakon provala Mongola sredinom 13. stoljeća. Ovo je nalazište primjer tipične jednostavne utvrde hrvatskog srednjeg vijeka.

## Legende o Virgradu
U Bošnjacima je vrlo popularna romantična pripovijest o nastanku potoka Vjerova koja se stoljećima prenosila s koljena na koljeno:
"Mladi je virgradski knez došao sa svojom svitom u susjedni grad Otok da isprosi za sebe tamošnju kneginjicu. Razgalio je pred njenim roditeljima svoje srce i reče da bez kćeri njihove ne može živjeti. Ali sve uzaman! Knez je otočki bio čovjek silovit, ohol i silno bogat. Zar se s takvom svitom dolazi u prosce mojoj jedinici? zagrmi on uvrijeđeno. Već ako doploviš ovamo s nakićenim galijama, krcatih poklonima i zaprosiš je, onda se možeš nadati! Evo tako i nikako drukčije! Virgradski mladac da zdvoji. Kako će da plovi po tvrdoj zemljici!? Dugo je smišljao i ovo i ono. Konačno sakupi čitavu vojsku svojih kmetova pa iskopa širok i dubok kanal od Virgrada do Otoka. Kanal se iz okolišnih šuma i bliže Save napuni vodom. Knez dade sagraditi nekoliko galija. Nakiti ih cvijećem, vijencima, maramama i ruhom narodnim i po izbor delijama pa otplovi u Otok u prosidbu. I nema šta: Uspije, vesela mu majka!"
Postoji i legenda koju je zabilježio zavičajni pisac Ilija Lešić – Bartolov, a govori o ukletom blagu koju su Osmanlije zakopali bježeći pred iznenadnom pojavom kršćanske narodne vojske. Prema predaji, ukleto blago sukljajući plamen iz zemlje pokaže svoje skrovište jedanput godišnje, noću uoči Blagovijesti. Ipak, domoći se blaga je vrlo teško i opasno jer na njemu sjedi sam đavo, a pristup njemu brane brojni vukodlaci.